# ران پالیلو
ران پالیلو (به انگلیسی: Ron Palillo) (زاده ۲ آوریل ۱۹۴۹-درگذشته ۱۴ اوت ۲۰۱۲) بازیگر آمریکایی بود.
از فیلم‌های معروف او می‌توان به بازی در فیلم اسکیت‌تاون و جمعه سیزدهم اشاره کرد.